# Walter Murray
Walter Murray, född 9 oktober 1871 i Malmö, död 5 februari 1957, var en svensk ämbetsman och politiker; civilminister 1917, kommunikationsminister 1920-1921, tillförordnad landshövding i Norrbottens län 1914-1917, landshövding i Västmanlands län 1916-1937.

## Biografi
Murray tog studentexamen i Nyköping 1889 och en juris kandidat-examen vid Uppsala universitet 1896. Efter examen anställdes han som extraordinarie notarie vid Svea hovrätt, senare adjungerad ledamot där 1900-1907, fiskal där 1907, assessor där 1908 och hovrättsråd 1909. Han blev expeditionschef i ecklesiastikdepartementet 1908. 1914 till 1917 var Murray tillförordnad landshövding i Norrbottens län när den ordinarie landshövdingen Oscar von Sydow var civilminister. Den 30 juni till 19 oktober 1917 var Murray statsråd och chef för civildepartementet samt statsråd och chef för kommunikationsdepartementet den 27 oktober 1920 - 13 oktober 1921.
Murray blev ordförande för hushållningssällskapet i Västmanlands län 1917, vice ordförande för Stockholm - Västerås - Bergslagens järnvägar 1918, av Kungl. Maj:t förordnad ledamot av Örebro - Köpings järnväg 1920, ordförande för Statens uppfostringsanstalt för sinnesslöa gossar å Salbohed 1921. 1932 blev Murray ledamot av Lantbruksakademien.
Walter Murray var son till major Vilhelm Murray i släkten Murray och Sophie, född Lagerhjelm. Han gifte sig 1907 med Emma Uggla - dotter till major Albin Uggla och Hilda Benedicks - med vilken han fick två barn. Han var farbror till Malcolm Murray.

## Utmärkelser

### Svenska utmärkelser
- Innehavare av Konung Gustaf V:s jubileumsminnestecken med anledning av 70-årsdagen, 1928.[3]
- Kommendör med stora korset av Nordstjärneorden, 8 december 1923.[4]
- Kommendör av första klassen av Nordstjärneorden, 6 juni 1916.[5]
- Kommendör av andra klassen av Nordstjärneorden, 6 juni 1911.[6]

### Utländska utmärkelser
- Storkorset av Finlands Vita Ros’ orden, tidigast 1925 och senast 1931.[3][7]
- Riddare av storkorset av Nederländska Oranien-Nassauorden, tidigast 1945 och senast 1947.[8][9]
- Storofficer av Franska Svarta stjärnorden, tidigast 1925 och senast 1931.[3][7]
- Kommendör med kraschan av Franska Svarta stjärnorden, senast 1915.[10]
- Riddare av andra klassen med kraschan av Ryska Sankt Stanislausorden, senast 1915.[10]